# Bürgermeisterei Friemersheim
Die Bürgermeisterei Friemersheim war eine Bürgermeisterei im Regierungsbezirk Düsseldorf der preußischen Rheinprovinz. Ihr Gebiet gehört heute zu den Städten Duisburg und Krefeld in Nordrhein-Westfalen.

## Geschichte
Von 1798 bis 1814 stand der linke Niederrhein unter französischer Herrschaft. Während dieser Zeit wurde nach französischem Vorbild die Mairie Friemersheim gebildet, die zum Kanton Uerdingen im Arrondissement Krefeld des Rur-Departements gehörte. Nachdem 1814 das gesamte Rheinland auf dem Wiener Kongress dem Königreich Preußen zugeschlagen wurde, kam der Kanton Uerdingen 1816 im Zuge der Preußischen Verwaltungsorganisation zum neuen Kreis Krefeld. Aus der Mairie Friemersheim der Franzosenzeit wurde die preußische Bürgermeisterei Friemersheim. Die Bürgermeisterei umfasste die vier Landgemeinden Bliersheim, Friemersheim, Hohenbudberg-Kaldenhausen und Rumeln.
1857 wurde die Bürgermeisterei Friemersheim vom Kreis Krefeld in den neuen Kreis Moers umgegliedert.
In den 1920er Jahren kam es zu umfassenden kommunalen Neugliederungen, bedingt durch die starke Industrialisierung und das damit verbundene Bevölkerungswachstum. Zunächst wurde die Gemeinde Bliersheim am 1. Juli 1920 in die Gemeinde Friemersheim eingegliedert.
1923 wurden dann die Gemeinden Hochemmerich und Friemersheim zur neuen Gemeinde Rheinhausen sowie die Bürgermeistereien Hochemmerich und Friemersheim zur Bürgermeisterei Rheinhausen vereinigt. Die neue Bürgermeisterei Rheinhausen umfasste damit die drei Gemeinden Rheinhausen, Hohenbudberg-Kaldenhausen und Rumeln.
Der Südteil der Gemeinde Hohenbudberg-Kaldenhausen wurde am 1. November 1927 in die Stadt Uerdingen im Landkreis Krefeld umgemeindet. Der Rest der Gemeinde verblieb als Gemeinde Kaldenhausen in der Bürgermeisterei Rheinhausen. Am Ende des Jahres 1927 wurde die Bezeichnung aller rheinischen Landbürgermeistereien in Amt geändert. Die Bürgermeisterei Rheinhausen hieß nun Amt Rheinhausen.
Rheinhausen erhielt 1934 das Stadtrecht und wurde amtsfrei. Gleichzeitig wurde Kaldenhausen nach Rumeln eingemeindet. Das Amt Rheinhausen wurde aufgehoben. Rheinhausen und Rumeln verblieben amtsfreie Gemeinden im Kreis Moers.

## Bürgermeister von Friemersheim
- 1794–1828: Freiherr Karl von Nyvenheim, genannt von Neukirchen, aus Kaldenhausen
- 1828–1831: Bürgermeister Erlenwein, aus Linn
- 1831–1851: Bürgermeister Westerkamp
- 1851–1879: Bürgermeister Hermann Pickhardt
- 1879–1896: Bürgermeister Ernst Czettritz († 1896)
- (1.8) 1896–1923: Bürgermeister Emil Heynen (* 1862, † 1929)

## Einwohnerentwicklung
| Jahr | Einwohner | Quelle |
| ---- | --------- | ------ |
| 1816 | 1.793     | [ 12 ] |
| 1828 | 1.966     | [ 13 ] |
| 1871 | 2.805     | [ 4 ]  |
| 1885 | 3.562     | [ 14 ] |
| 1895 | 4.282     | [ 15 ] |
| 1910 | 11.796    | [ 16 ] |